# Il cucchiaio d'argento

Il cucchiaio d'argento (en français, La cuillère d'argent) est l'un des principaux livres de recettes italiens. 
C'est un livre de cuisine de référence publié initialement en 1950 par le magazine d'architecture et de design Domus. Il contient environ 2000 recettes provenant de toutes les régions d'Italie, et a été perfectionné au fil des huit éditions successives. Ce livre de recettes, parmi les plus populaires en Italie, est né dans l'après-guerre d'une dispute sur le prix d'un livre de recettes populaire d'Ada Boni, Il talismano della felicità (en) entre l'éditeur et certains distributeurs. Editoriale Domus publie encore ce livre sous forme soit d'un volume unique, soit d'une série d'ouvrages spécialisés (couvrant notamment les Antipasti & Contorni (hors-d'œuvre et accompagnements), Primi (premiers plats), Secondi (plats principaux), Dolci (desserts), et plats d'été). 
Plusieurs versions en anglais (adaptées aux pays où elles sont vendues) ont été publiées sous le titre de The Silver Spoon par l'éditeur britannique Phaidon Press en 2005, et par la suite en allemand, français et néerlandais. Ces traductions sont basées sur la version italienne de 1997, avec une section spéciale de recettes des plus grands chefs italiens officiant en Italie et dans divers pays étrangers.